# Kocanowo
Kocanowo – wieś w Polsce położona w województwie wielkopolskim, w powiecie poznańskim, w gminie Pobiedziska.
Wieś królewska Koczonowo należąca do starostwa pobiedziskiego, pod koniec XVI wieku leżała w powiecie gnieźnieńskim województwa kaliskiego. 
W I poł. XIX wieku była to wieś i folwark położony w powiecie średzkim z 24 domami i 193 mieszkańcami (wśród których było 72 analfabetów). Mieszkali tu zarówno ewangelicy (121 osób), jak i katolicy (72).
W latach 1975–1998 miejscowość administracyjnie należała do województwa poznańskiego.